# Cabo Verde en los Juegos Olímpicos
Cabo Verde en los Juegos Olímpicos está representado por el Comité Olímpico Caboverdiano, creado en 1989 y reconocido por el Comité Olímpico Internacional en 1993.
Ha participado en ocho ediciones de los Juegos Olímpicos de Verano, su primera presencia tuvo lugar en Atlanta 1996. El deportista Daniel Varela de Pina logró la única medalla olímpica del país en las ediciones de verano, al obtener en París 2024 la medalla de bronce en boxeo en la categoría de 51 kg.
En los Juegos Olímpicos de Invierno Cabo Verde no ha participado en ninguna edición.

## Medallero

### Por edición
Juegos Olímpicos de Verano
| Evento              | Oro | Plata | Bronce | Total |
| ------------------- | --- | ----- | ------ | ----- |
| Atlanta 1996        | 0   | 0     | 0      | 0     |
| Sídney 2000         | 0   | 0     | 0      | 0     |
| Atenas 2004         | 0   | 0     | 0      | 0     |
| Pekín 2008          | 0   | 0     | 0      | 0     |
| Londres 2012        | 0   | 0     | 0      | 0     |
| Río de Janeiro 2016 | 0   | 0     | 0      | 0     |
| Tokio 2020          | 0   | 0     | 0      | 0     |
| París 2024          | 0   | 0     | 1      | 1     |
| TOTAL               | 0   | 0     | 1      | 1     |

### Por deporte
Deportes de verano
| Evento | Oro | Plata | Bronce | Total |
| ------ | --- | ----- | ------ | ----- |
| Boxeo  | 0   | 0     | 1      | 1     |
| TOTAL  | 0   | 0     | 1      | 1     |